# 梁村镇 (肃宁)
梁村镇是中国河北省肃宁县下辖的一个镇，位于冀中平原，东与河间市相邻，西与肃宁镇相接，距北京、天津、石家庄三大城市各约200公里，境内有小白河支流，朔黄铁路横贯正中。

## 行政区划
梁村、马铺、小曹村、大曹村、夹道、白村、王村、五姓村、北白洋、南白洋、白洋新庄、窦庄、泥洞、东何庄、吴辛庄、殷庄官、北曹庄、中堡店、达字房、东赵庄、李村、高庄、前太师庄、后太师庄、张庄、前丰乐堡、后丰乐堡、东王庄、前白寺、后白寺、桥一、桥二、桥三、桥四、解王中、管中、李中、荣中、都中、赵官庄、范庄、路庄、尚辛庄、刘庄、北孙庄、南孙庄、沈庄